# Vorausdarlehen
Ein Vorausdarlehen ist eine Kombination eines Kredites mit dem gleichzeitigen Abschluss eines Bausparvertrags als Tilgungsersatzleistung.

## Das Grundmodell
Neben banküblichen Baudarlehen gibt es die Möglichkeit im Rahmen der Immobilienfinanzierung ein Vorausdarlehen mit Tilgung über einen neu abzuschließenden Bausparvertrag zu wählen.
Benötigt der Kreditnehmer ein Darlehen von z. B. 100.000 € so nimmt er ein Vorausdarlehen von 167.000 € auf und schließt gleichzeitig einen Bausparvertrag über die gleiche Summe ab. Der Bausparvertrag wird nun mit 67.000 € sofort bespart und die 100.000 € stehen zur Immobilienfinanzierung zur Verfügung.
Durch die Ansparung mit 40 % der Bausparsumme wird eine schnelle Zuteilung des Bausparvertrags gewährleistet. Nach Zuteilung wird das Vorausdarlehen durch den Bausparvertrag abgelöst und der Bausparvertrag regulär getilgt.

## Wirkung
Die Bausparkassen werben für dieses Modell mit festen Zinsen über die ganze Laufzeit. Bis zur Zuteilung wird eine feste Verzinsung vereinbart (die aufgrund der kurzen Zinsfestschreibung meist relativ günstig ist). Nach Zuteilung greifen die regulären günstigen Bausparkreditzinsen.
Diese günstigen Zinssätze täuschen jedoch über die Gesamtkosten des Modells hinweg. In die Gesamtkosten muss auch der Zinsverlust einkalkuliert werden, der dadurch entsteht, dass das Bausparkapital zu einem sehr niedrigen Guthabenzins angelegt, aber zu einem deutlich teureren Vorausdarlehnszins aufgenommen wurde.
Die Effektivverzinsung des vollständigen Modells liegen daher über denen eines vergleichbaren Annuitätendarlehens.
Weiterhin erfolgt die Tilgung außerordentlich schnell, was zu hohen Raten führt.

## Varianten
Anstelle einer Sofortauffüllung kann auch eine reguläre Ansparung des Bausparvertrages erfolgen.
Um die hohen Raten zu reduzieren, wird auch angeboten, die Darlehenssumme in zwei oder drei Teile zu teilen, die durch nacheinander zu besparende Bausparverträge getilgt werden.